# Rob Derks (voetballer)
Rob Derks (Brunssum, 5 september 1969) is een voormalig Nederlandse profvoetballer die als middenvelder uitkwam voor Fortuna Sittard.
Hij was afkomstig uit de eigen Fortuna Sittard-jeugdopleiding. Hij maakt zijn debuut voor Fortuna Sittard in de uitwedstrijd tegen ASV DWV uit Amsterdam in de tweede ronde van het KNVB Beker toernooi.
Tijdens de uitwedstrijd tegen SC Veendam op 21 mei 1989 speelde hij zijn enige competitiewedstrijd in het eerste elftal van de club. Derks speelde verder voor het tweede team. Hij speelde daarna nog jaren in het amateurvoetbal bij o.a. VV Caesar, SV Limburgia en SVN Landgraaf.